# Antall József Tudásközpont
Az Antall József Tudásközpont (AJTK) közhasznú alapítvány. Megalakulását dr. Antall Józsefné 2009-ben a brüsszeli Antall-épületszárny avatásán jelentette be. Az alapítvány névadója dr. Antall József (1932–1993), aki a rendszerváltás utáni Magyarország első szabadon választott miniszterelnöke volt 1990 és 1993 között. Az intézmény vezetője a kezdetektől fogva Antall József fia, Antall Péter.
Fő tevékenysége olyan programok megvalósítása, mely az egyetemi elméleti oktatáson túl széles körű ismereteket biztosít a fiatal értelmiség számára konferenciák, előadássorozatok, képzések és kerekasztal-beszélgetések formájában. A Tudásközpont profilját meghatározza továbbá a politika- és társadalomtudományi kutatási tevékenység és a könyvkiadás. Az AJTK olyan hazai agytrösztté kíván válni, amely bizonyos témákban (Visegrádi Együttműködés, az USA, Kína és Oroszország jövőbeni szerepe; biztonságpolitika; fenntartható fejlődés; technológiai és társadalmi innováció) régiós viszonylatban megkerülhetetlen. Az Antall József Tudásközpont külön figyelmet szentel a külhoni magyarság, a Visegrádi Együttműködés, az Európai Unió és az atlantizmus aktuális kérdéseinek. 
A Tudásközpont kiemelten fontos célja a tehetségkutatás és -gondozás. Az intézménynek 2017-től 43 főállású munkatársa van, 2016-tól évi 600 millió forintos állami támogatást kap. Az igazgató fizetése havi bruttó 2,3 millió forint.
A Tudásközpont ugyan saját állítása szerint pártoktól, ideológiáktól és aktuálpolitikától független szervezet, amely elsődleges céljának tekinti az antalli hagyomány és szellemiség ápolását, de történt olyan eset, amikor ennek éppen az ellenkezőjét bizonyította.
Az alapítványról sokan állították, hogy valójában egy üzleti tevékenységet folytató gazdasági társaság. Ez a vélekedés egy, az alapítvány ellen indított munkajogi perben be is igazolódott.
A Tudásközpont állami támogatása 2021 végével megszűnt, mert – Gulyás Gergely Miniszterelnökséget vezető miniszter szerint – gazdálkodása a törvényi kritériumoknak megfelelt, de a jó erkölccsel nehezen összeegyeztethető kifizetések történtek.

## Kuratórium
Az Antall József Tudásközpont alapítványi formában működik. Az alapító okiratban foglalt személyek félévente üléseznek, hogy a Tudásközpont munkáját támogassák és felügyeljék.

### A Kuratórium tagjai
- Antall Józsefné Fülepp Klára, a Tudásközpont alapítója
- Nógrádi György, kuratórium elnöke
- Bódis József
- Földesi Péter
- Lánczi András
- Szabó Zsolt

A tanácsadó testület tagjaiː
- Breuer Klára
- Hetesy Zsolt
- Magyarics Tamás
- Grúber Károly
- Jeszenszky Géza

### Tiszteletbeli elnökség
Az Antall József Tudásközpont Tiszteletbeli Elnökségének tagjai felkérés útján megválasztott tagok, akik fontosnak tartják Antall József munkásságát és az antalli hagyományok ápolását.

#### A Tiszteletbeli Elnökség tagjai
- † Dr. Helmut Kohl
- † Tadeusz Mazowiecki
- † Wilfried Martens
- † Dr. Zbigniew Brzezinski
- Dr. Rita Süssmuth
- Dr. Mohammad Sabah Al-Salem Al-Sabah sejk
- Dr. Erhard Busek
- Dr. Bernhard Vogel
- Dr. Erwin Teufel
- Dr. Wolfgang Bergsdorf
- Dr. Pálinkás József
- Dr. Michael Gehler
- Dr. Mészáros Tamás
- Vytautas Landsbergis
- Hanna Suchocka
- Mikuláš Dzurinda
- Karel Schwarzenberg
- Franco Frattini
- Sheikha Abdulla Al-Misnad

### A Tudásközpont irodái
A három nemzetközi irodára (EU-V4; Transzatlanti kapcsolatok; Ázsiai és afrikai kapcsolatok), két tematikus irodára (Biztonságpolitikai iroda; Fenntartható fejlődés iroda) valamint a Brüsszelben és két hazai egyetemi városban, Pécsett és Győrött létrehozott regionális irodákra épülő munka legfőbb célja az országon belüli és országok közötti intézményi kapcsolatok bővítése, valamint a szakmai együttműködések elmélyítése nemzetközi konferenciák, workshopok és előadás-sorozatok révén.

### A Tudásközpont programjai

#### Kiemelt konferenciák
- think.BDPST- Connect to the Future
- BUDSEC (Budapest Foreign and Security Policy Conference)
- AJSS (Antall József Summer School)
- SUSCO Budapest (Sustainable Development Conference Budapest)

#### Programsorozatok
- Kreatív Magyar Elme

#### Egyéb rendezvények
- Dunai Regatta[6]

#### Tehetséggondozás
- Gyakornoki programok a Tudásközpontnál középiskolások és egyetemisták részére a Budapest, Győr, Pécs, Brüsszel képviseletekbenː 
  - 10 hónapos Fulbright Ösztöndíj amerikai kutató diákok számára
  - Gyakornoki ösztöndíj program erdélyi magyar egyetemisták számára
  - Középiskolás programok: Szóda Tábor, Szóda START Pályaorientációs tréningsorozat, Szóda IKSZ, Tied a pálya – World Café beszélgetések a továbbtanulásról, Szóda & Co. Céglátogatás

### Könyvkiadás
A Tudásközpont Könyvműhely gondozásában megjelenő kötetek a politika- és társadalomtudomány iránt érdeklődőknek teszik magyarul is elérhetővé a közelmúlt és napjaink legnagyobb hatású gondolkodóinak üzenetét. Az AJTK könyvkiadása elsősorban a biztonságpolitika, politikatudomány és a nemzetközi kapcsolatok területén hiánypótló művek közreadását, valamint egyetemi szakkönyvek közzétételét. 

#### Önéletrajzi sorozatok
- Condoleezza Rice: Washingtoni emlékeim (2016)
- Horst Teltschik: 329 sorsfordító nap – A német újraegyesülés – belülről (2015)
- Margaret Thatcher: Életem (2014)
- Ronald Reagan: Egy amerikai élet (2014)
- Helmut Kohl: A fal leomlásától az újraegyesülésig (2014)
- George Bush–Brent Scowcroft: Átalakított világ (2014)

#### Szakkönyvek
- Henry Kissinger: Kínáról (2017)
- Beth A. Fischerː Reagan külpolitikai fordulata (2017)
- Kovács István, Mitrovits Miklósː Magyar emlékek Lengyelországban (2017)
- Hans-Gert Pötteringː Európa egysége, a mi boldogságunk (2016)
- Ahmet Davutogluː Stratégiai mélység – Törökország nemzetközi helyzete (2016)
- Tim Kane, Glenn Hubbardː Egyensúlyban – A nagyhatalmak gazdasága az ókori Rómától a modern Amerikáig (2016)
- Helmut Kohlː Aggodalom Európáért (2016)
- Henry Kissingerː Világrend (2015)
- Kokes János: Magyar emlékek Csehországban (2015)
- Robert Kagan: Made in America (2015)
- Antall Józsefː Modell és valóság I-III. (2015)
- George Bush–Brent Scowcroft Átalakított világ (2014)
- Zbigniew Brzezinski: Stratégiai vízió: Amerika és a globális hatalom válsága (2013)

#### Tankönyvek
- Magyarics Tamásː Amerikai konzervatív gondolkodók (2017)
- Mark M. Lowenthalː Hírszerzés – A titkoktól a politikai döntésekig (2017)
- Carl J. Jensen, David H. Mcelreath, Melissa Gravesː Bevezetés a hírszerzésbe (2017)
- Roland Dannreutherː Nemzetközi biztonság (2017)
- Baranyi Tamás Péter- Szálkai Kingaː Újhold A török külpolitika útkeresése a 21. században (2016)
- Marie-Helen Marasː A terrorizmus elmélete és gyakorlata (2016)
- Alfred Rolingtonː Hírszerzés a 21. században – A mozaikmódszer (2015)
- Balogh István – Marton Péter – Rada Péterː Biztonsági tanulmányok – Új fogalmi keretek, és tanulságok a visegrádi országok számára (2015)
- Magyarics Tamásː Az Egyesült Államok külpolitikájának története – Mítosz és valóság: Érdekek és értékek (2014)
- Horváth Jenő – Csicsmann László – Paragi Beáta: Nemzetközi kapcsolatok története 1941-1991 (2014)
- Marton Péterː A külpolitika elemzése – Fogalmak és módszerek a külpolitika forrásainak feltárására (2013)

## Fókuszban magazin
2017 januárjában jelent meg az első Fókuszban magazin az Antall József Tudásközpont saját kiadványaként. Minden száma egy-egy aktuális, kiemelt témát jár körül, széleskörűen bemutatva annak gazdasági, társadalmi, politikai és kulturális hatásait. Online és nyomtatott verzióban is ingyenesen elérhető kiadvány.
Eddig megjelent számokː 
- In Focusː 25 years of the Visegrad Cooperation (2017)
- Fókuszbanː Izrael szerepe az átalakuló világrendben (2017)
- In Focusː United States of America (2017)
- Fókuszbanː Franciaország (2017)
- In Focusː Energy (2017)
- Fókuszbanː Németország (2017)

## Az Antall-hagyaték gyűjtése, feldolgozása és ápolása
Az Antall-hagyaték folyamatosan bővül a volt kormánytagok ráhagyományozása révén. A hagyaték terjedelme jelenleg ötven folyóméter irat, továbbá fotókat, hangfelvételeket és videokazettákat is tartalmaz, amelyek a feldolgozással kutathatóvá válnak. A Tudásközpont célja egyrészt ennek az anyagnak a méltó elhelyezése, másrészt a nyilvántartása az Antall-szobroknak, és -emlékhelyeknek és az Antall Józsefről elnevezett intézményeknek, közterületeknek, illetve az Antall-bibliográfiának.

## Konfliktusok
- 2017 januárjában Antall Péter, az intézmény igazgatója megtiltotta, hogy dolgozói a kormányéval ellentétes véleményt fogalmazzanak meg nyilvános felületen[2] Az intézmény jogász munkatársát, aki felhívta figyelmét ennek a lépésnek a jogsértő jellegére, azonnali hatállyal eltávolította.[3]
- 2021 őszén a kormány megvonta a további támogatását a szervezettől, miután a Miniszterelnökség és a NAV is befejezte a vizsgálatát arról, hogy pazarlóan költötték-e el a közpénzeket. (A Direkt36.hu tényfeltáró cikke szerint az addigi 4 milliárd forintos támogatásból többmilliós fizetésre, luxusutazásokra, luxustárgyakra, felárazott PR-cikkekre is bőven jutott, miközben alkalmazottak bérét volt, hogy hitelből kellett fizetniük.[7]) Ezzel kapcsolatosan már korábban lemondott a kuratórium elnöke (Nógrádi György) és a háromtagú felügyelőbizottság.[8]